# Musikfeuerwerk
Musikfeuerwerk ist ein pyrotechnisches Feuerwerk, welches zu einem oder mehreren Musikstücken choreografiert wird. In Österreich wird auch der Begriff Klangfeuerwerk für pyrotechnische Musikfeuerwerke gebraucht.
Dabei wird insbesondere versucht die Lichteffekte des Feuerwerks, weniger die Geräuscheffekte, in den Takt und die besonderen Höhepunkte des jeweiligen Musikstückes einzubinden (Synchronfeuerwerk).

## Entwicklung
Die Entwicklung in Europa begann mit Feuerwerks-Begleitmusik der Barockzeit, etwa mit Händels Music for the Royal Fireworks HWV 351. Allerdings ist unbekannt, inwieweit die Feuerwerker tatsächlich synchron zur Musik geschossen haben bzw. dies aufgrund der technischen Möglichkeiten realisiert werden konnte.

## Technischer Ablauf
Technische Voraussetzung für Musikfeuerwerke sind die pyrotechnischen Sätze und eine Musikquelle (meist eine leistungsstarke Musikanlage, selten Livemusik). Die Technik und „Kunst“ des Pyrotechnikers besteht nicht darin, die Feuerwerkskörper in einer bestimmten Reihenfolge und Takt zur Musik abzuschießen, sondern die unterschiedlichsten Lichteffekte zeitlich und harmonisch in Koordination zur Musik (Takt) und Veranstaltung zu bringen. Je nach Veranstaltungsart (z. B. Sportveranstaltung, Jahrmarkt, Festveranstaltung, Hochzeit etc.) kann es daher erforderlich sein unterschiedlichste Effekte zum gleichen Musikstück zu koordinieren, um die entsprechenden Erwartungen der Besucher zu erfüllen.
Der Pyrotechniker muss hierzu
- die Schussfolge,
- die Flugdauer des Effektes und
- die Entwicklung des Effektes bzw. der einzelnen Effekte nach dem Zünden

vorab kennen und zeitlich zum Takt der Musik bzw. zu den jeweiligen Höhepunkten des Musikstücks abstimmen. Hierbei kann eine Unterstützung durch einen Computer erfolgen (siehe: Zündmaschinen). Durch verschiedene Einflüsse (z. B. Wetterlage) kann es hierbei zu geringen zeitlichen Änderungen in der Steigdauer des pyrotechnischen Effektes und der Entwicklung des Effektes nach dem Zünden kommen, welche der Pyrotechniker in seine Planung einfließen lassen muss, damit die Effekte und Abfolgen synchron zum Takt der Musik bleiben.
Musikfeuerwerk kann mit verschiedenen Feuerwerksformen verbunden werden, wie z. B. Bühnenfeuerwerk, Barockfeuerwerk, Großfeuerwerk, Hochzeitsfeuerwerk, Tagesfeuerwerk etc.
Mit Livemusik ist die Synchronisation wesentlich schwieriger und gilt als besondere künstlerische Herausforderung. Eine Aufführung jüngsten Datums ist die Raketensinfonie von Orlando Gough, mit der das Kulturhauptstadt-Jahr Linz09 eröffnet wurde: Die Inszenierung erfolgte nicht nur instrumentell, sondern auch mit einem großen Chor von 300 Sängern. Mit der Ars Electronica gibt es in Linz auch eine lange Tradition der Kombination von Pyrotechnik und neuen Medien.
Der japanische Chemiker und Pyrotechniker Takeo Shimizu entwickelte um 1965 ein Notationssystem für Feuerwerkskörper, das auf konventioneller Musiknotation basiert, vor allem in Form von Notensätzen für einzelne Musiker und Partituren für Dirigenten. Bei Musikfeuerwerken können beide Notationssysteme so miteinander verbunden werden, dass das Feuerwerk und die dazu passende Musik harmonisch miteinander verknüpft sind.

## Bekannte Veranstaltungen
- Celebration of Light
- Flammende Sterne Ostfildern
- Feu de Monteux
- Hogueras de San Juan

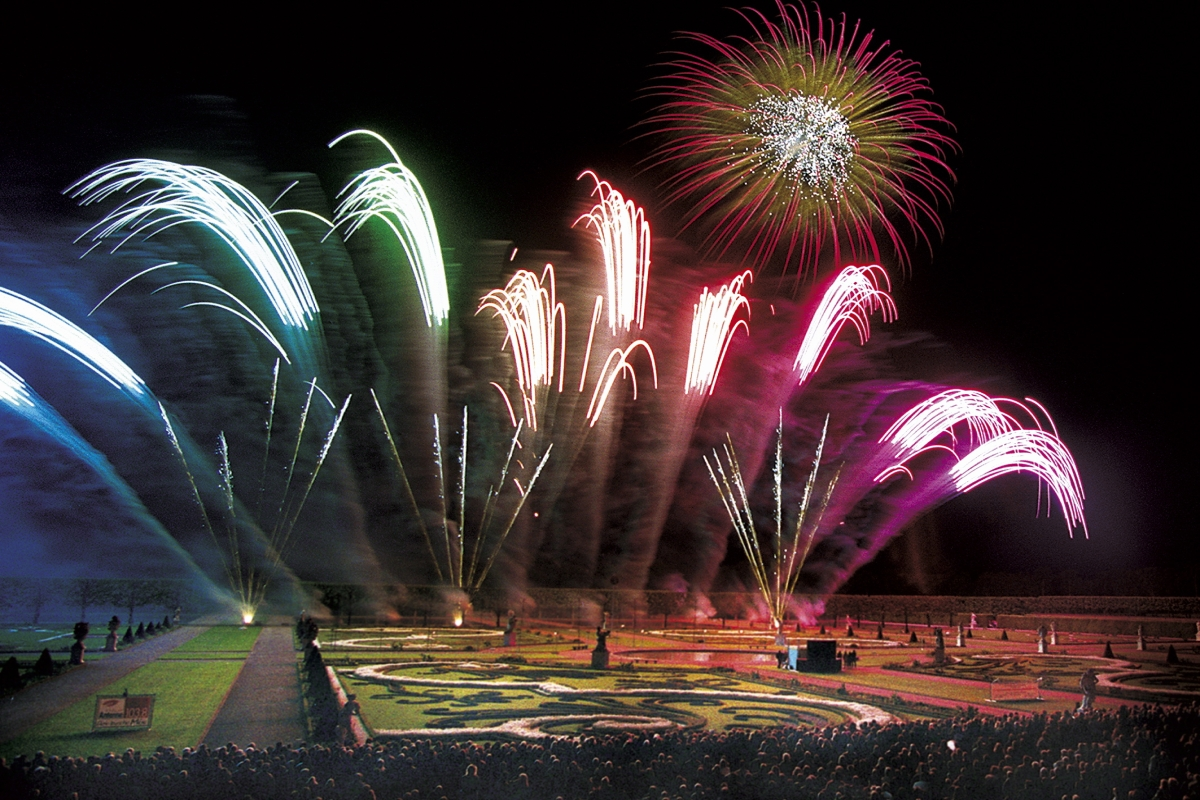
Foto vom Internationalen Feuerwerkswettbewerb 2007

- Internationaler Feuerwerkswettbewerb in Hannover
- Kölner Lichter
- Konstanzer Seenachtfest
- L’International des Feux Loto-Québec
- Lichterfest Stuttgart
- Münchner Sommernachtstraum
- Rhein in Flammen
- Feuertheater mit Klangwolke
- Linzer Klangwolke

## Abgrenzung
Musikfeuerwerk unterscheidet sich von Feuerwerksmusik. Bei der Feuerwerksmusik wird von einem Komponisten versucht pyrotechnische Effekte, insbesondere Lichteffekte (Lichtexplosion, Formen, Farben) und Geräuscheffekte (wie z. B. Knall oder Pfeifen) musikalisch und/oder im Klang nachzubilden, weniger hingegen Effekte wie z. B. Rauch oder den künstlichen Nebel. Feuerwerksmusik kann auch für Musikfeuerwerke geeignet sein.
Klangfeuerwerk kann sowohl ein Musikfeuerwerk mit pyrotechnischen Effekten bezeichnen als auch ein „Feuerwerk der Klänge“ (oft im Rahmen von Musikkritik so bezeichnet).
Musik mit Feuerwerk (musikbegleitendes Feuerwerk) ist eine mehr oder weniger kombinierte, meist aber weniger koordinierte musikalische Untermalung eines Feuerwerkes durch Musik. Dabei hat das Feuerwerk primäre Funktion, während sich die Musik bzw. der Klang unterordnet. Beim Musikfeuerwerk ist dies genau umgekehrt.